# Leonhard Sohncke
Leonhard Sohncke (Halle an der Saale, 22 de fevereiro de 1842 — Munique, 1 de novembro de 1897) foi um matemático, naturalista e professor de física em Karlsruhe, Jena e Munique.

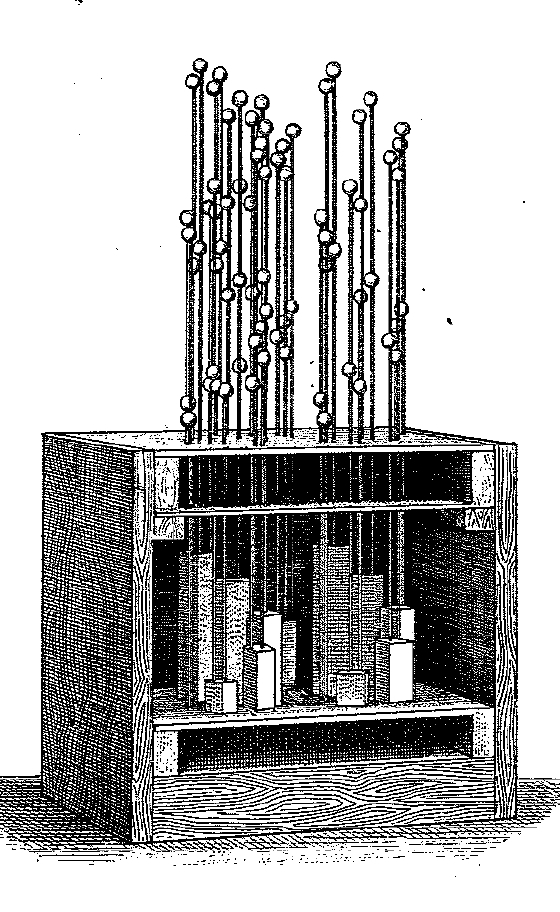
Demonstrationsmodell von Sohncke zur Veranschaulichung der "chiralen" Raumgruppen

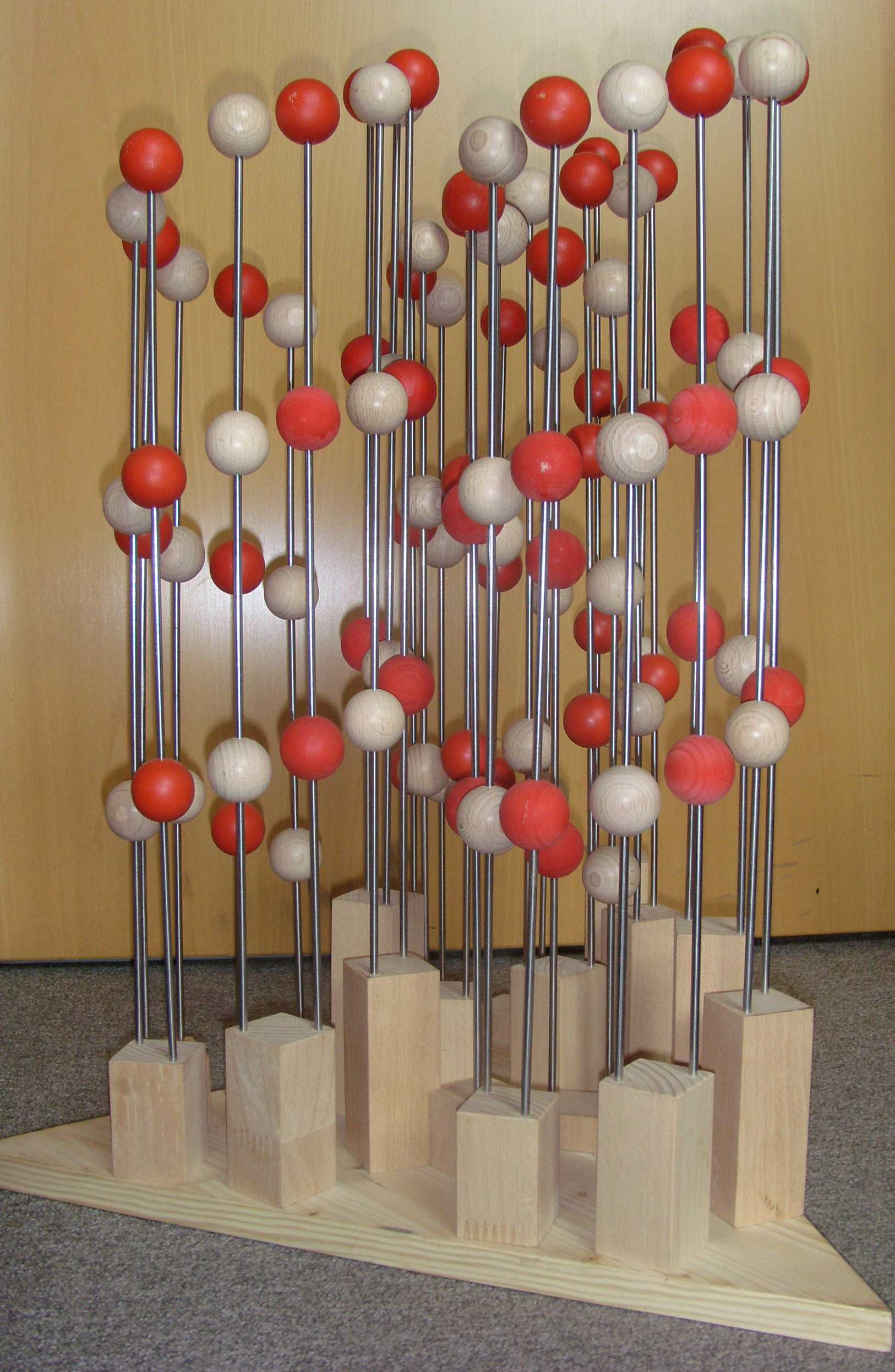
Nachbau des Demonstrationsmodell von Sohncke

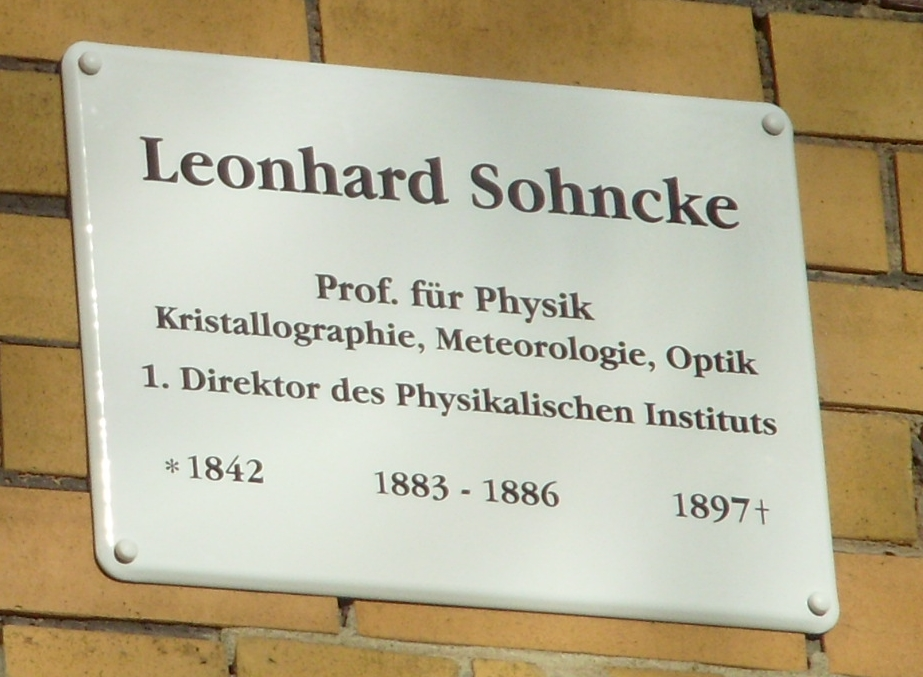
Tafel am ehemaligen Physikalischen Institut der Universität Jena

## Publicações selecionadas
- De aequatione differentiali seriei hypergeometrica, Halle, 1866
- Über die Cohäsion des Steinsalzes in krystallographisch verschiedenen Richtungen, Promotion, Königsberg 1869, siehe auch Annalen der Physik und Chemie, CXXXVII, No. 6, S. 12 ff, 1869
- Zur Theorie des optischen Drehvermögens von Krystallen. Mathem. Annalen von C. Neumann. Bd. IX, 1870, S. 504-529.
- Die unbegrenzten regelmässigen Punktsysteme als Grundlage einer Theorie der Krystallstruktur. 83 Seiten. 2 Tafeln, Karlsruhe 1876. Separatabdruck aus dem 7. Heft der Verhandlungen des naturwissensohaftl. Vereins zu Karlsruhe.
- Universalmodell der Raumgitter. Repertorium für Experimentalphysik. Bd. XII. 1876. 6 Seiten.
- Entwickelung einer Theorie der Krystallstruktur. B.G. Teubner, Leipzig 1879
- Ein Apparat zur Untersuchung der Newtonschen Ringe, Ann. Phys. 13, 1881
- Sohncke, L., Wangerin A. Neue Untersuchungen über die Newtonschen Ringe, Ann. Phys. 12, 1881
- L. Sohncke, A. Wangerin, Ueber Interferenzerscheinungen an dünnen insbesondere keilförmigen Blättchen, Ann Phys. 256(19), 177-227 (1883) und 256(11), 391-425 (1883)
- Gemeinverständliche Vorträge aus de Gebieten der Physik, Jena, Gustav Fischer Verlag, 1892.
- Erweiterte Theorie von der Krystallstruktur, Zeitschrift für Kristallographie 14, 426-446 (1888)
- Gewitterelectrizität und gewöhnliche Luftelectrizität, Meterol. Zeitschrift 5, 1888
- Gewitterstudien auf Grund von Ballonfahrten, Akademische Abhandlungen 18, 1895, München
- Finsterwalder, S., Sohncke, L. Wissenschaftliche Fahrten des Münchener Vereins für Luftschiffahrt, Meterolo. Zeitsch. 11, 1894, S. 375-376
- Ueber die Bedeutung wissenschaftlicher Ballonfahrten, Festreden vom 15. November 1894 München, München, Verlag der k. b. Akademie, 1894.